# Eisschnelllauf-Einzelstreckenasienmeisterschaften 2015
Die Eisschnelllauf-Einzelstreckenasienmeisterschaften 2015 wurden in einer Pause des Weltcups am 10. und 11. Januar in der nordostchinesischen Stadt Changchun ausgetragen. Es traten Athleten aus lediglich vier Staaten – Volksrepublik China, Japan, Mongolei und Republik China – an. Zu erwähnen ist darüber hinaus, dass die beiden erstgenannten als traditionell eigentlich starke Eisschnelllauf-Nationen nicht ihre besten Läufer schickten. Dem Wettbewerb wurde insgesamt also eine eher geringe Bedeutung beigemessen.

## Ergebnisse

### Männer
| Distanz       | Gold            | Silber        | Bronze             |
| ------------- | --------------- | ------------- | ------------------ |
| 2 × 500 Meter | Sung Ching-yang | Mu Zhongsheng | Qiang Guo          |
| 1000 Meter    | Bailin Li       | Tian Guojun   | Mu Zhongsheng      |
| 1500 Meter    | Bailin Li       | Yiming Liu    | Yang Fan           |
| 5000 Meter    | Sun Longjiang   | Takuro Ogawa  | Rehanbai Talabuhan |
| 10.000 Meter  | Sun Longjiang   | Takuro Ogawa  | Haiming Zhang      |

### Damen
| Distanz       | Gold        | Silber   | Bronze      |
| ------------- | ----------- | -------- | ----------- |
| 2 × 500 Meter | Zhang Hong  | Yu Jing  | Li Qishi    |
| 1000 Meter    | Zhang Hong  | Li Qishi | Yu Jing     |
| 1500 Meter    | Li Qishi    | Zhao Xin | Hao Jiachen |
| 3000 Meter    | Zhao Xin    | Liu Jing | Hao Jiachen |
| 5.000 Meter   | Hao Jiachen | Liu Jing | Zhao Xin    |